# Jorge Velarde (artista)
Jorge Velarde (Guayaquil, 1960) es un pintor contemporáneo ecuatoriano.
Velarde es un cofundador de Artefactoría, un grupo de artistas que comenzaron a trabajar juntos en 1982, después de graduarse en el Colegio Municipal de Bellas Artes Juan José Plaza, en Guayaquil. Los artistas de Artefactoría se inspiraron tanto en el arte moderno y el surrealismo. En 1985, su participación con el grupo quedó en suspenso después de su matrimonio y su traslado a Madrid para estudiar cine. Rápidamente abandonó el cine y volvió a la pintura. Velarde es conocido por sus obras de arte más contemporáneas. Ha realizado numerosas exposiciones en América Latina y España.

## Exposiciones individuales selectivas
- 2004 Galería Todo Arte. Guayaquil, Ecuador.
- 2004 Mijares Art Gallery, Miami,FL, USA.
- 2003 Museo Municipal de Arte Moderno. Cuenca, Ecuador.
- 2003 Universidad Católica. Guayaquil, Ecuador
- 2001 Galería DPM. Guayaquil, Ecuador.
- 2000 Galería Municipal Pancho Fierro. Lima, Perú.
- 2000 Galería Madeleine Hollaender. Guayaquil, Ecuador.
- 2000 La Galería. Quito, Ecuador
- 1998 La Casa de las Galerías. Cuenca, Ecuador.
- 1996 La Galería. Quito, Ecuador.
- 1995 Museo Antropológico del Banco Central del Ecuador .Guayaquil, Ecuador
- 1994 Galería La Manzana Verde. Guayaquil, Ecuador.
- 1993 Galería Madeleine Hollaender. Guayaquil, Ecuador.
- 1992 Galería La Manzana Verde. Quito, Ecuador.
- 1992 Galería La Manzana Verde. Guayaquil, Ecuador

## Reconocimientos
| Año  | Premio                                                                                           |
| ---- | ------------------------------------------------------------------------------------------------ |
| 2017 | Premio Mariano Aguilera a la trayectoria. Quito.                                                 |
| 2014 | Certificado de “World Master” otorgado por World Masters Committee. Seúl, Korea.                 |
| 2003 | Mención Especial, Salón de julio, Museo Municipal, Guayaquil.                                    |
| 1996 | Primera Mención, Salón Luis A. Martínez. Ambato.                                                 |
| 1993 | Primer Premio, Salón Fundación de Guayaquil, Museo Municipal, Guayaquil.                         |
| 1990 | Primer Premio, Salón de Octubre, Pintura, Casa de la Cultura, Guayaquil.                         |
| 1989 | Tercera Mención, Salón de Octubre, Artes Gráficas, Casa de la Cultura, Guayaquil.                |
| 1985 | Mención de Honor, Salón Fundación de Guayaquil, Museo Municipal, Guayaquil.                      |
| 1984 | Primera Mención de Honor, Salón Nacional Vicente Rocafuerte, Museo del Banco Central, Guayaquil. |